# أندي سكوت (سياسي)
أندي سكوت هو سياسي كندي، ولد في 16 مارس 1955 في فريدريكتون في كندا، وتوفي بنفس المكان في 24 يونيو 2013 بسبب لمفوما. حزبياً، نشط في الحزب الليبرالي الكندي. وقد انتخب عضو مجلس العموم الكندي.